# Mindel
Mindel je řeka v Německu, dlouhá okolo 80 km. Protéká bavorským vládním obvodem Švábsko a vlévá se zprava do Dunaje.
Název řeky pochází z keltského výrazu „mend“ (čistá). Poprvé je doložen v zakládací listině kemptenského kláštera, kterou vydal Ludvík II. Němec.
Řeka pramení nedaleko Ronsbergu v nadmořské výšce 760 m. Protéká zemskými okresy Ostallgäu, Unterallgäu, Günzburg a Dillingen, mezi Ursbergem a Eberstallem je tok rozdělen na Velký Mindel a Malý Mindel. U Gundremmingenu ústí Mindel do Dunaje. Na řece leží města Mindelheim a Thannhausen, nejdelším přítokem je Kammel. Řeka byla v první polovině dvacátého století zregulována a je využívána k výrobě elektrické energie. Údolím vede od roku 2003 Mindelská cyklostezka.
Podle nálezů koncových morén v povodí řeky je pojmenován mindelský glaciál v období před 680 000 až 370 000 lety.